# When Dinosaurs Roamed America
When Dinosaurs Roamed America är ett TV-program från 2001. John Goodman berättar historien om när dinosaurierna härskade i Nordamerika för 220 - 65 miljoner år sedan. Programmet gör nedslag vid slutet av trias, och dinosaurierna börjar dyka upp. Därefter görs nedslag i början av jura, slutet av jura, och senare krita. Dinosaurierna i programmet animerades av Meteor Studios.
- New York 220 miljoner år sedan - Dinosaurier börjar dyka upp i Amerika, och Coelophysis är en av de första. Som en av de första i sitt slag är den helt annorlunda andra reptiler, då den går på bakbenen, och är kvickare än någon annan. Andra djur den lever sida vid sida med är Rutiodon, Desmatosuchus, och byten som insekter och små synapsider.

- Pennsylvania 200 miljoner år sedan - Dinosaurierna börjar nu härska på jorden. I skogarna jagar en flock köttätare kallade Syntarsus, efter byten inkluderande växtätaren Anchisaurus polyzelus. Det värsta rovdjuret i skogen är Dilophosaurus.

- Utah 150 miljoner år sedan - Nu har Amerika ett torrt klimat, med lite nederbörd, och Dryosaurus och Stegosaurus gräver efter vatten i den torra marken. Sauropoder som Camarosaurus och apatosaurus vandrar över slätterna, och mellan träden lurar Allosaurus och Ceratosaurus.

- New Mexico 90 miljoner år sedan - Lövträd sprider sig över kontinenten, och de har växt upp till skogar som är bebodda av köttätande dinosaurier som dromeosaurider, och fredliga växtätare som Nothronychus, och Zuniceratops.

- South Dakota 65 miljoner år sedan - Dinosauriernas tidsålder börjar nå sitt slut, och nu betar den behornade Triceratops på den amerikanska slätten, och över himlen flyger den jättelika Quetzalcoatlus. Nu lever också en av de mest framgångsrika grupperna med växtätande dinosaurier, de storvuxna hadrosauriderna, och en av de största av dem alla är Anatotitan. Men deras storlek skyddar dem inte mot Tyrannosaurus rex.